# Philip Crosby
Philip Bayard Crosby (Wheeling, Virginia Occidental, 18 de junio de 1926-Winter Park, Florida, 18 de agosto de 2001) fue un hombre de negocios y autor estadounidense que contribuyó a la teoría de la gestión y las prácticas de gestión de la calidad en el mundo corporativo.
Crosby inició el programa Cero Defectos en Martin Company.

## Primeros años y carrera
Crosby nació en Wheeling, Virginia Occidental, el 18 de junio de 1926. Sirvió en la Armada durante la Segunda Guerra Mundial y nuevamente durante la guerra de Corea. Mientras tanto, obtuvo un título de la Facultad de Medicina Podológica de Ohio.
Su primer trabajo en el campo de la calidad fue como técnico de pruebas en el departamento de calidad de Crosley Corporation en Richmond, Indiana, a partir de 1952. En 1955, se trasladó a un puesto mejor remunerado como ingeniero de confiabilidad en Bendix Corporation en Mishawaka, Indiana, trabajando en el misil RIM-8 Talos. Después de menos de dos años, se convirtió en ingeniero sénior de calidad en la nueva organización de The Martin Company en Orlando, Florida, para desarrollar el misil MGM-31 Pershing. Allí desarrolló el concepto de cero defectos. Con el tiempo ascendió hasta convertirse en jefe de departamento antes de partir a ITT Corporation en 1965, para convertirse en director de calidad.
En 1979, Crosby fundó la empresa de consultoría de gestión Philip Crosby Associates, Inc. Este grupo consultor impartió cursos educativos sobre gestión de calidad tanto en su sede de Winter Park, Florida, como en ocho ubicaciones en el extranjero.

## La calidad no cuesta
También en 1979, Crosby publicó su primer libro de negocios, La calidad no cuesta, subtitulado El arte de cerciorarse de la calidad. En el libro presenta el enfoque de 14 pasos destinado a mejorar la calidad con el objetivo final de cero defectos. Este libro se haría popular en su momento debido a la crisis de calidad norteamericana.  A finales de los años 1970 y principios de los años 1980, los fabricantes norteamericanos estaban perdiendo cuota de mercado frente a los productos japoneses, en gran parte debido a la calidad superior de los productos japoneses.
La respuesta de Crosby a la crisis de la calidad fue el principio de «hacerlo bien la primera vez» (Do it right the first time - DIRFT). También incluyó cuatro "principios absolutos"o lo que él llamaba "Absolutos de la Administración de la Calidad":
1. La definición de calidad es la conformidad con los requisitos (requisitos que significan tanto los requisitos del producto como los del cliente).
2. El sistema de calidad es prevención.
3. El estándar de desempeño es cero defectos (en relación con los requisitos).
4. La medida de la calidad es el precio de la no conformidad.

Además, Phil Crosby ocupó una posición destacada como presidente de la Sociedad Estadounidense para la Calidad (ASQ) en 1979-80. Allí recibió la Medalla Edwards y, más tarde, en 2001, fue nombrado miembro honorario.
Su creencia era que una organización que establece buenos principios de gestión de la calidad obtendrá rendimientos de ahorro que pagarán con creces el costo del sistema de calidad: «la calidad es gratis». Es menos costoso hacerlo bien la primera vez que pagar por retrabajos y reparaciones.

## Obras seleccionadas
Escribió 13 libros que fueron traducidos a 16 idiomas y se vendieron más de 2.5 millones de copias. Entre ellos destacan:
- 1967. Cutting the cost of quality (Reducción del costo de la calidad), Boston: Industrial Education Institute
- 1979. Quality is Free (La calidad no cuesta), Nueva York: McGraw-Hill
- 1980. Zero defects: Quality Comes To service (Cero defectos: La calidad llega a los servicios), Nueva York: McGraw-Hill
- 1984. Quality Without Tears (Calidad sin lagrimas), Nueva York: McGraw-Hill
- 1989. Let's talk quality (Hablemos de calidad), Nueva York: McGraw-Hill